# 吉兴河水库
吉兴河水库是中国黑龙江省七台河市勃利县境内的一座水库，位于吉兴河上，建于1965年。水库正常库容为500万立方米，集雨面积为86平方千米，海拔为108米。